# رابرت اس. کر
رابرت ساموئل کر (به انگلیسی: Robert Samuel Kerr) سناتور سابق عضو حزب دموکرات ایالات متحده آمریکا بود. وی در سال ۱۹۴۹ تا ۱۹۶۳ میلادی سناتور ایالت اکلاهما در سنای ایالات متحده آمریکا بود.